# Srednja talijanska škola Rijeka
Srednja talijanska škola Rijeka (tal. Scuola media superiore italiana di Fiume) je javna srednja škola u gradu Rijeci, Hrvatska. Škola je osnovana 1888. godine i od tada neprekidno radi. Školska zgrada zaštićena je kao kulturna baština. Zgrada je obnovljena u razdoblju od 2006. do 2008. godine uz potporu Grada Rijeke i Primorsko-goranske županije.
1904. godine učenici škole bili su među osnivačima sportskog kluba Olimpia, koji će s godinama postati najuspješnija sportska organizacija u Rijeci.